# Ukrajinci u Mađarskoj
Ukrajinci su jedna od nacionalnih manjina u Mađarskoj.
Prema mađarskim službenim statistikama, u Mađarskoj je 2001. živjelo 7.393 Ukrajinaca.
4.519 stanovnika Mađarske govori ukrajinski s članovima obitelji ili prijateljima, a 4.779 ima afinitet s kulturnim vrijednostima i tradicijama ukrajinskog naroda.